# Buinder Bermúdez
Buinder Brainer Bermúdez Villar (Valledupar, 29 de junio de 1996) es un deportista colombiano que compite en atletismo adaptado. Ganó una medalla de bronce en los Juegos Paralímpicos de París 2024, en la prueba de 400 m (clase T13).

## Palmarés internacional
| Juegos Paralímpicos | Juegos Paralímpicos | Juegos Paralímpicos | Juegos Paralímpicos |
| Año                 | Lugar               | Medalla             | Prueba              |
| ------------------- | ------------------- | ------------------- | ------------------- |
| 2024                | París (Francia)     | Medalla de bronce   | 400 m T13           |